# Fußball-Weltmeisterschaft 2010/Frankreich
Dieser Artikel behandelt die französische Nationalmannschaft bei der Fußball-Weltmeisterschaft 2010.

## Qualifikation
Frankreich traf in der Europa-Gruppe 7 auf folgende Gegner:
| Frankreich | – | Serbien    | 2:1 \| 1:1 |
| Frankreich | – | Österreich | 3:1 \| 1:3 |
| Frankreich | – | Litauen    | 1:0 \| 1:0 |
| Frankreich | – | Rumänien   | 1:1 \| 2:2 |
| Frankreich | – | Färöer     | 5:0 \| 1:0 |

Als Gruppenzweiter mussten die Bleus anschließend noch zwei Barrage-Spiele austragen, um sich für die WM-Endrunde zu qualifizieren. Dabei gewannen sie gegen Irland das Hinspiel in Dublin mit 1:0 und erreichten vier Tage später im heimischen Stade de France ein mühseliges 1:1 n. V., das zudem noch durch einen irregulären Ausgleichstreffer begünstigt wurde.
Frankreichs 20 Tore erzielten André-Pierre Gignac, Thierry Henry (je 4), Nicolas Anelka, Franck Ribéry (je 3), Karim Benzema, William Gallas (je 2), Yoann Gourcuff und Sidney Govou (je 1).
Ungeachtet der erfolgreichen Qualifikation stand die Person des Trainers Raymond Domenech nahezu während des gesamten Jahres 2009 im Brennpunkt der öffentlichen Kritik. Selbst innerhalb des nationalen Verbands FFF war die Frage einer vorzeitigen Vertragsauflösung Gegenstand zweier Abstimmungen (Oktober bzw. Dezember), bei denen sich aber jeweils eine sehr klare Mehrheit für den Sélectionneur aussprach. Das hinderte den FFF-Präsidenten Jean-Pierre Escalettes allerdings nicht daran, sich im Januar 2010 über mögliche Kandidaten und den Termin der Bekanntgabe des Domenech-Nachfolgers („auf jeden Fall, hoffe ich wenigstens, vor Beginn der Weltmeisterschaft“) zu äußern. Tatsächlich hatten sich Mitte Mai 2010 Verband und derzeitiger Arbeitgeber von Laurent Blanc bereits über die Konditionen eines Wechsels des Trainers von Girondins Bordeaux auf den Stuhl Domenechs nach der WM-Endrunde geeinigt: für rund 1,5 Mio € Ablösesumme entließ der Verein Blanc, der sich dann aber mit seiner Unterschrift Zeit ließ, vorzeitig aus seinem Vertrag.

## Französisches Aufgebot
Nach dem FIFA-WM-Reglement, Artikel 26, musste der Nationaltrainer „spätestens 30 Tage vor dem Eröffnungsspiel der Endrunde … eine provisorische Liste mit [maximal] 30 Spielern“ und bis zum 1. Juni die definitive Liste mit 23 Spielern (davon drei Torhüter) einreichen. Bis einen Tag vor dem ersten Vorrundenspiel Frankreichs konnten davon Spieler ersetzt werden, die sich – von der sportmedizinischen Kommission der FIFA attestiert – so ernsthaft verletzt hatten, dass eine Endrundenteilnahme nicht möglich war.
Domenech, der auch in seiner beruflichen Funktion der Astrologie große Bedeutung beigemessen hat, gab seinen vorläufigen 30er-Kader am Abend des 11. Mai 2010 bekannt. Er wollte jedoch nur 24 von ihnen (darunter den wegen einer langwierigen Verletzung noch „unsicheren Kandidaten“ William Gallas) zur ersten Vorbereitung vom 18. bis 25. Mai nach Tignes mitnehmen; diesen Kreis veröffentlichte er am 17. Mai. Die sechs aussortierten Spieler waren Torhüter Landreau sowie die Feldspieler Fanni, Rami, M’Vila, Ben Arfa und Briand; in Tignes musste dann Lassana Diarra verletzungsbedingt passen.

Vom 27. bis 30. Mai absolvierte der Kader ein weiteres Trainingslager im tunesischen Sousse. Anschließend flogen Spieler und Betreuer nach La Réunion und am 5. Juni nach Südafrika. Vor Endrundenbeginn wurden noch Testspiele gegen Costa Rica (26. Mai, 2:1-Sieg), Tunesien (30. Mai, 1:1) und China (4. Juni, 0:1) ausgetragen. In diesen Begegnungen hat Domenech das Spielsystem auf ein 4-3-3 um- und nahezu unverändert folgende Anfangsformation aufgestellt – beide Maßnahmen waren allerdings nur mäßig erfolgreich:

| Nr.        | Name                | Verein (a)                | Länderspiele (Tore) (b)0 | Geburtstag | WM- Sp. (c)  | Tore         | Gelbe Karten | Gelb-Rote Karten | Rote Karten  |
| Tor        | Tor                 | Tor                       | Tor                      | Tor        | Tor          | Tor          | Tor          | Tor              | Tor          |
| ---------- | ------------------- | ------------------------- | ------------------------ | ---------- | ------------ | ------------ | ------------ | ---------------- | ------------ |
| 23         | Cédric Carrasso (d) | Girondins Bordeaux        | 0                        | 30.12.1981 | ohne Einsatz | ohne Einsatz | ohne Einsatz | ohne Einsatz     | ohne Einsatz |
| 1          | Hugo Lloris         | Olympique Lyon            | 11                       | 26.12.1986 | 3            | 0            | 0            | 0                | 0            |
| 16         | Steve Mandanda      | Olympique Marseille       | 13                       | 28.03.1985 | ohne Einsatz | ohne Einsatz | ohne Einsatz | ohne Einsatz     | ohne Einsatz |
| Abwehr     |                     |                           |                          |            |              |              |              |                  |              |
| 3          | Éric Abidal         | FC Barcelona (SPA)        | 48                       | 11.07.1979 | 2            | 0            | 1            | 0                | 0            |
| 22         | Gaël Clichy         | FC Arsenal (ENG)          | 04                       | 26.06.1985 | 1            | 0            | 0            | 0                | 0            |
| 13         | Patrice Evra        | Manchester United (ENG)   | 30                       | 15.05.1981 | 2            | 0            | 1            | 0                | 0            |
| 5          | William Gallas      | FC Arsenal (ENG)          | 81 (5)                   | 17.08.1977 | 3            | 0            | 0            | 0                | 0            |
| 6          | Marc Planus         | Girondins Bordeaux        | 01                       | 07.03.1982 | ohne Einsatz | ohne Einsatz | ohne Einsatz | ohne Einsatz     | ohne Einsatz |
| 4          | Anthony Réveillère  | Olympique Lyon            | 06                       | 10.11.1979 | ohne Einsatz | ohne Einsatz | ohne Einsatz | ohne Einsatz     | ohne Einsatz |
| 2          | Bacary Sagna        | FC Arsenal (ENG)          | 20                       | 14.02.1983 | 3            | 0            | 0            | 0                | 0            |
| 17         | Sébastien Squillaci | FC Sevilla (SPA)          | 20                       | 11.08.1980 | 1            | 0            | 0            | 0                | 0            |
| Mittelfeld |                     |                           |                          |            |              |              |              |                  |              |
| 19         | Abou Diaby          | FC Arsenal (ENG)          | 05                       | 11.05.1986 | 3            | 0            | 1            | 0                | 0            |
| 18         | Alou Diarra         | Girondins Bordeaux        | 25                       | 15.07.1981 | 1            | 0            | 0            | 0                | 0            |
| 8          | Yoann Gourcuff      | Girondins Bordeaux        | 20 (1)                   | 11.07.1986 | 2            | 0            | 0            | 0                | 1            |
| 15         | Florent Malouda     | FC Chelsea (ENG)          | 54 (3)                   | 13.06.1980 | 3            | 1            | 0            | 0                | 0            |
| 7          | Franck Ribéry       | Bayern München (DEU)      | 45 (7)                   | 07.04.1983 | 3            | 0            | 1            | 0                | 0            |
| 14         | Jérémy Toulalan     | Olympique Lyon            | 34                       | 10.09.1983 | 2            | 0            | 2            | 0                | 0            |
| Angriff    |                     |                           |                          |            |              |              |              |                  |              |
| 21         | Nicolas Anelka (e)  | FC Chelsea (ENG)          | 67 (14)                  | 14.03.1979 | 2            | 0            | 0            | 0                | 0            |
| 9          | Djibril Cissé       | Panathinaikos Athen (GRI) | 39 (9)                   | 12.08.1981 | 1            | 0            | 0            | 0                | 0            |
| 11         | André-Pierre Gignac | FC Toulouse               | 13 (4)                   | 05.12.1985 | 3            | 0            | 0            | 0                | 0            |
| 10         | Sidney Govou        | Olympique Lyon            | 46 (10)                  | 27.07.1979 | 3            | 0            | 0            | 0                | 0            |
| 12         | Thierry Henry       | FC Barcelona (SPA)        | 121 (51)                 | 17.08.1977 | 2            | 0            | 0            | 0                | 0            |
| 20         | Mathieu Valbuena    | Olympique Marseille       | 02 (1)                   | 28.09.1984 | 1            | 0            | 0            | 0                | 0            |
| Trainer    |                     |                           |                          |            |              |              |              |                  |              |
|            | Raymond Domenech    |                           | 76 (f)                   | 24.01.1952 |              |              |              |                  |              |
|            | Pierre Mankowski    | Assistent                 |                          | 05.11.1951 |              |              |              |                  |              |
|            | Bruno Martini       | Torwarttrainer            |                          | 25.01.1962 |              |              |              |                  |              |

## Quartier in Südafrika
Die Bleus haben für die Dauer der Vorrunde Quartier im Pezula Resort, einer äußerst exklusiven, sehr weitläufigen 5-Sterne-Hotelanlage bei Knysna, bezogen, die aufgrund ihrer Lage in einem großen Naturreservat (Knysna Forest) am Indischen Ozean auch als „südafrikanisches Saint-Tropez“ bezeichnet wird. Diese Quartierswahl wurde von der für Sport zuständigen französischen Staatssekretärin Rama Yade unter Hinweis auf die Finanzkrise öffentlich als „undezent“ kritisiert.

## Spiele bei der WM-Endrunde

### Vorrunde
| Rang | Land       | Tore | Punkte |
| ---- | ---------- | ---- | ------ |
| 1    | Uruguay    | 4:0  | 7      |
| 2    | Mexiko     | 3:2  | 4      |
| 3    | Südafrika  | 3:5  | 4      |
| 4    | Frankreich | 1:4  | 1      |

In der Vorrundengruppe A kam es zu folgenden Begegnungen:
- Am 11. Juni 2010, 20.30 Uhr MESZ (Kapstadt, Kapstadt-Stadion, 64.100 Zuschauer) gegen Uruguay 0:0

Die Bleus spielten mit Lloris; Sagna, Gallas, Abidal, Evra (C); Toulalan, Gourcuff (75. Malouda), Diaby; Govou (85. Gignac), Anelka (72. Henry), Ribéry
- Am 17. Juni 2010, 20.30 Uhr MESZ (Polokwane, Peter-Mokaba-Stadion) gegen Mexiko 0:2 (0:0)

Lloris; Sagna, Gallas, Abidal, Evra (C); Toulalan, Diaby, Govou (69. Valbuena), Ribéry, Malouda; Anelka (46. Gignac)
- Am 22. Juni 2010, 16.00 Uhr MESZ (Bloemfontein, Free-State-Stadion) gegen Südafrika 1:2 (0:2)

Lloris; Sagna, Gallas, Squillaci, Clichy; Diarra (C) (82. Govou), Gourcuff, Diaby; Gignac (46. Malouda), Cissé (55. Henry), Ribéry
Gegen alle drei dortigen Vorrundengegner hatten die Bleus bereits bei früheren WM-Endrunden gespielt: gegen Uruguay 1966 und 2002, gegen Mexiko 1930, 1954 und 1966 sowie gegen Südafrika 1998. Die Gesamt-Länderspielbilanz war vor diesem Turnier gegen Uruguay negativ (1 Sieg, 2 Remis, 2 Niederlagen), gegen Mexiko (5 Siege, 1 Unentschieden) und Südafrika (2 Siege, 1 Remis) positiv.

## Interne Querelen
Siehe den Hauptartikel Fiasko von Knysna
In der Halbzeitpause der Partie gegen Mexiko beleidigte der Spieler Anelka den Trainer Domenech heftig und wurde daraufhin ausgewechselt. Als das an die Öffentlichkeit drang, reagierte der Verband mit dem Ausschluss von Anelka aus dem Kader. Aus Protest gegen das Bekanntwerden und den Rauswurf verweigerte die Mannschaft daraufhin vor dem letzten Vorrundenspiel das Training. Für diese Begegnung verzichtete Domenech auf die als Rädelsführer des Spielerstreiks betrachteten Evra, Toulalan und Anelka, während Abidal von selbst verzichtete.
In unmittelbarer Folge wurden Stimmen laut, die den Rücktritt von FFF-Präsident Jean-Pierre Escalettes forderten. Sportministerin Roselyne Bachelot schaltete sich ein und sprach von einem moralischen Desaster für den französischen Fußball.